# 地対艦ミサイル連隊

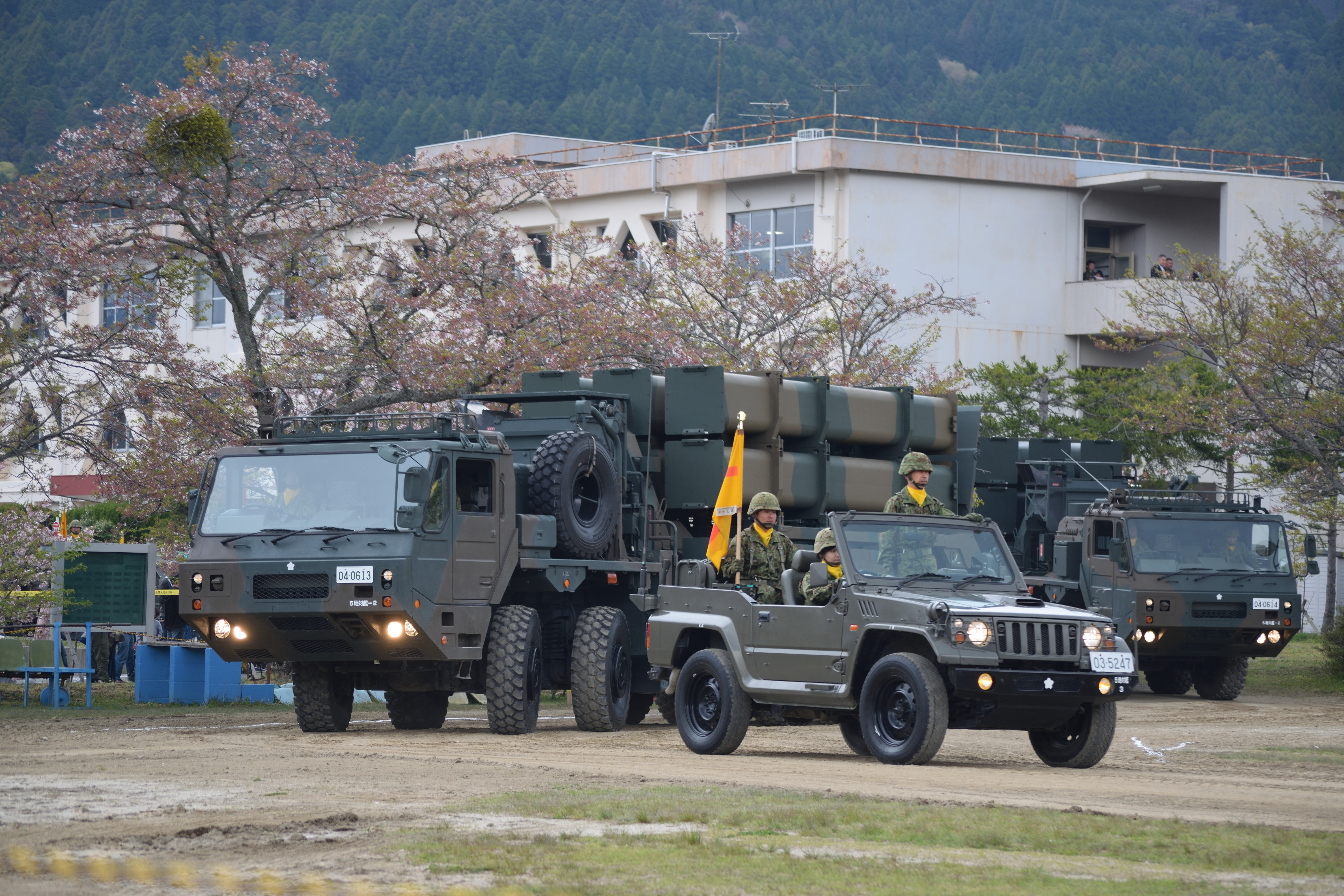
第5地対艦ミサイル連隊の12式地対艦誘導弾

地対艦ミサイル連隊（ちたいかんミサイルれんたい、Surface-to-Ship Missile Regiment：SSMR）は陸上自衛隊の地対艦ミサイルを主装備とする連隊編制の野戦特科部隊である。

## 概要
その名の通り地対艦ミサイルを主装備とし、日本に対する侵攻勢力の艦船の撃破を任務とする。陸上自衛隊の連隊としては唯一、連隊名に片仮名が用いられている。
日本は四方を海に囲まれているため、日本への侵攻勢力は上陸作戦を行う必要がある。陸上自衛隊においては、侵攻勢力の上陸阻止のために、浅海用地雷など独特の装備を開発・配備してきた。対艦ミサイルの発達に伴い、艦船攻撃手段として1988年（昭和63年）からは88式地対艦誘導弾の取得・配備を開始した。この対艦ミサイルの運用部隊として、1992年（平成4年）から地対艦ミサイル連隊の編成が行われた。2024年（令和6年）3月21日時点で、地対艦ミサイル連隊は6個編成されており、そのうちの3個は北海道（第1特科団隷下）、2個は九州・沖縄（第2特科団隷下）、1個は東北（東北方面隊直轄）に配置されている。
連隊の編制は、連隊本部、本部管理中隊のほか１～5個射撃中隊（第7地対艦ミサイル連隊は、地対艦ミサイル中隊）を核としている。本部管理中隊に捜索・標定レーダー装置6基と中継装置12基と指揮統制装置1基、各射撃中隊には指揮小隊に射撃統制装置が1基ずつ、射撃小隊に発射機と装填機が4基ずつとミサイルが24発が配備される。
新編時は、高射特科群のように野整備部隊として直接支援隊を編制内に加えていたが後方支援体制の改編よりに方面後方支援隊隷下の特科直接支援中隊へと改編された。
なお、連隊が保有する車載式レーダーでは水平線の向こう側が死角となり索敵が不可能であり、遠洋の敵艦船に対しては、海自のP-3C哨戒機からの敵艦船に関する音声情報を基に、陸自側が手作業で目標情報をシステムに入力して誘導弾を発射することになっており、複数の敵艦船への迅速な対応という観点では課題を残していた。これを自動化して解消するために、平成26年度防衛予算で火力戦闘指揮統制システムと海上自衛隊指揮統制システムの連接が、また地対艦ミサイル連隊と海自・空自とのリンク機能に関する研究が認められた。28年度予算では1式の購入予算が計上された。
2001年（平成13年）から2011年（平成23年）にかけては6個連隊が編成されていたものの、同連隊は中期防衛力整備計画 (2005)以降における整理縮減の対象とされ、一時は段階的に3個連隊（4個射撃中隊×3）及び大隊規模2個（2ないし3個射撃中隊×2）程度にまで縮小される計画となっていた。
しかし、南西諸島海域への中国人民解放軍の進出を受けて、中期防衛力整備計画 (2011)では18両の地対艦誘導弾を取得予定とし、また装備も平成24年度から新型の12式地対艦誘導弾の取得を開始している。「平成23年度以降に係る防衛計画の大綱について」、「平成26年度以降に係る防衛計画の大綱について」及び「平成31年度以降に係る防衛計画の大綱について」においては、5個連隊を保持するとしている。
2018年（平成30年）12月18日に閣議決定・公開された中期防衛力整備計画 (2019)においては、新たに3個中隊の新編が盛り込まれている。中期防衛力整備計画に代わるものとして、2022年（令和4年）12月16日に閣議決定された防衛力整備計画においては、おおむね10年後の編制定数として、7個連隊を保持するとしている。
2024年（令和6年）3月には独立地対艦ミサイル中隊4個を束ねる新連隊として第7地対艦ミサイル連隊が勝連分屯地に編成された。同時に、西部方面特科隊が第2特科団への改組を行い、第5・第7の各地対艦ミサイル連隊を同団に編合した。その一方で、第4地対艦ミサイル連隊は東北方面特科隊廃止に伴い、東北方面隊直轄部隊となった。
2025年（令和7年）3月には第2特科団隷下に新たに第8地対艦ミサイル連隊が湯布院駐屯地にて編成された。独立地対艦ミサイル中隊の編成で１個中隊基幹まで縮小した第4地対艦ミサイル連隊は2個中隊を再編成し3個中隊基幹となった。その一方、第1特科団隷下の各地対艦ミサイル連隊の第4地対艦ミサイル中隊が廃止となった。

## 地対艦ミサイル連隊の一覧
第1地対艦ミサイル連隊から第4地対艦ミサイル連隊、第8地対艦ミサイル連隊第3射撃中隊は88式地対艦誘導弾システムを装備、第5・第7・第8地対艦ミサイル連隊（第3射撃中隊除く）は12式地対艦誘導弾システムを装備している。
- 第1地対艦ミサイル連隊（北千歳駐屯地）北部方面隊第1特科団：3個地対艦ミサイル中隊、1個独立地対艦ミサイル中隊基幹
  - 第125特科大隊を母体に1992年（平成4年）3月27日新編。
- 第2地対艦ミサイル連隊（美唄駐屯地）北部方面隊第1特科団：3個地対艦ミサイル中隊基幹
  - 第126特科大隊を母体に1993年（平成5年）3月27日新編。
- 第3地対艦ミサイル連隊（上富良野駐屯地）北部方面隊第1特科団：3個地対艦ミサイル中隊中隊、1個独立地対艦ミサイル中隊基幹
  - 第4特科群等の人員を母体に1994年（平成6年）3月27日新編。
- 第4地対艦ミサイル連隊（八戸駐屯地）東北方面隊直轄：3個地対艦ミサイル中隊基幹
  - 1996年（平成8年）3月29日新編。2010年（平成22年）3月25日東北方面特科隊に編合。2024年（令和6年）3月21日東北方面隊に直轄。
- 第5地対艦ミサイル連隊（健軍駐屯地）西部方面隊第2特科団：4個地対艦ミサイル中隊基幹
  - 1998年（平成10年）3月26日西部方面隊直轄として新編。2003年（平成15年）3月27日西部方面特科隊に編合。2024年（令和6年）3月21日第2特科団に編合。
- 第6地対艦ミサイル連隊〔廃止〕（宇都宮駐屯地）東部方面隊直轄：4個射撃中隊基幹
  - 2001年（平成13年）3月27日新編。2011年（平成23年）4月21日廃止。
- 第7地対艦ミサイル連隊（勝連分屯地）西部方面隊第2特科団：4個地対艦ミサイル中隊基幹
  - 2024年（令和6年）3月21日新編。
- 第8地対艦ミサイル連隊（湯布院駐屯地）西部方面隊第2特科団：3個地対艦ミサイル中隊基幹
  - 2025年（令和7年）3月24日新編。

## 独立地対艦ミサイル中隊の一覧
いずれも300番台の称号を冠する独立中隊であるが、新編当初から地対艦ミサイル連隊隷下に編合されている。2024年（令和6年）までに延べ6個中隊が編成されて、このうち第301～第304の4個地対艦ミサイル中隊は、西部方面隊地域に12式地対艦誘導弾を装備して編成されたのち、第7地対艦ミサイル連隊隷下の地対艦ミサイル中隊に改組された。第305～第306の2個地対艦ミサイル中隊は、北部方面隊地域で編成され88式地対艦誘導弾を装備している。
12式地対艦誘導弾装備する中隊（廃止）
- 第301地対艦ミサイル中隊〔廃止〕（瀬戸内分屯地）第5地対艦ミサイル連隊：第7地対艦ミサイル連隊第1地対艦ミサイル中隊に改組。
  - 2019年（平成31年）3月26日新編。2024年（令和6年）3月20日廃止。
- 第302地対艦ミサイル中隊〔廃止〕（宮古島駐屯地）第5地対艦ミサイル連隊：第7地対艦ミサイル連隊第2地対艦ミサイル中隊に改組。
  - 2020年（令和2年）3月26日新編。2024年（令和6年）3月20日廃止。
- 第303地対艦ミサイル中隊〔廃止〕（石垣駐屯地）第5地対艦ミサイル連隊：第7地対艦ミサイル連隊第3地対艦ミサイル中隊に改組。
  - 2022年（令和4年）3月17日新編。2024年（令和6年）3月20日廃止。
- 第304地対艦ミサイル中隊〔廃止〕（健軍駐屯地）第5地対艦ミサイル連隊：勝連分屯地に移駐し、第7地対艦ミサイル連隊第4地対艦ミサイル中隊に改組。
  - 2023年（令和5年）3月16日新編[16]。2024年（令和6年）3月20日廃止。

88式地対艦誘導弾を装備する中隊
- 第305地対艦ミサイル中隊（上富良野駐屯地）第3地対艦ミサイル連隊：
  - 2023年（令和5年）3月16日新編[17]。
- 第306地対艦ミサイル中隊（北千歳駐屯地）第1地対艦ミサイル連隊：
  - 2024年（令和6年）3月21日新編[18]。

## 地対艦ミサイル部隊の配置
- 陸上自衛隊富士学校
  - 富士教導団
    - 特科教導隊（富士駐屯地）
      - 第6射撃中隊：12式地対艦誘導弾（誘導弾発射機、弾薬運搬車、射撃統制装置等）
- 北部方面隊
  - 第1特科団
    - 第1地対艦ミサイル連隊（北千歳駐屯地）：88式地対艦誘導弾
      - 第306地対艦ミサイル中隊：88式地対艦誘導弾（発射機、装填機、射撃統制装置等）

    - 第2地対艦ミサイル連隊（美唄駐屯地）：88式地対艦誘導弾
    - 第3地対艦ミサイル連隊（上富良野駐屯地）：88式地対艦誘導弾
      - 第305地対艦ミサイル中隊：88式地対艦誘導弾（発射機、装填機、射撃統制装置等）

- 東北方面隊
  - 第4地対艦ミサイル連隊（八戸駐屯地）：88式地対艦誘導弾
- 西部方面隊
  - 第2特科団
    - 第5地対艦ミサイル連隊（健軍駐屯地）：12式地対艦誘導弾
    - 第7地対艦ミサイル連隊（勝連分屯地）：12式地対艦誘導弾
    - 第8地対艦ミサイル連隊（湯布院駐屯地）：88式地対艦誘導弾・12式地対艦誘導弾

## 地対艦ミサイル部隊の沿革
- 1992年（平成04年）3月27日：第1地対艦ミサイル連隊（88式地対艦誘導弾装備）が第1特科団隷下に北千歳駐屯地において編成完結。
- 1993年（平成05年）
  - 3月27日：第4特科群に第3地対艦ミサイル連隊準備隊を編成。
  - 3月30日：第2地対艦ミサイル連隊（88式地対艦誘導弾装備）が第1特科団隷下に美唄駐屯地において編成完結。
- 1994年（平成06年）3月28日：第3地対艦ミサイル連隊（88式地対艦誘導弾装備：第3射撃中隊、第4射撃中隊欠）が第1特科団隷下に上富良野駐屯地において編成完結。
- 1995年（平成07年）3月28日：第3地対艦ミサイル連隊第3射撃中隊、第4射撃中隊を新編。
- 1996年（平成08年）3月29日：第4地対艦ミサイル連隊（88式地対艦誘導弾装備）が東北方面隊直轄部隊として八戸駐屯地において編成完結。
- 1998年（平成10年）3月26日：第5地対艦ミサイル連隊（88式地対艦誘導弾装備）が西部方面隊直轄部隊として健軍駐屯地において編成完結。
- 2000年（平成12年）3月28日

1. 北部方面隊の後方支援体制変換に伴い、第1～第3地対艦ミサイル連隊の直接支援隊廃止し、整備部門を北部方面後方支援隊第101特科直接支援大隊へ移管。
2. 第12特科連隊内に第6地対艦ミサイル連隊編成準備隊を編成。

- 2001年（平成13年）3月27日：第6地対艦ミサイル連隊（88式地対艦誘導弾装備）が東部方面隊直轄部隊として宇都宮駐屯地において編成完結。
- 2002年（平成14年）3月27日：東部方面隊の後方支援体制変換に伴い、第6地対艦ミサイル連隊直接支援隊を廃止し、整備部門を東部方面後方支援隊第301特科直接支援中隊へ移管。
- 2003年（平成15年）3月27日：第5地対艦ミサイル連隊を西部方面特科隊に編合。西部方面隊の後方支援体制変換に伴い、第5地対艦ミサイル連隊直接支援隊廃止し、整備部門を西部方面後方支援隊第101特科直接支援隊直接支援中隊へ移管。
- 2006年（平成18年）3月27日：東北方面隊の後方支援体制変換に伴い、第4地対艦ミサイル連隊直接支援隊を廃止し、整備部門を東北方面後方支援隊第303特科直接支援中隊に移管。
- 2010年（平成22年）3月26日：第4地対艦ミサイル連隊を東北方面特科隊隷下に編合。整備支援部隊が東北方面後方支援隊第102特科直接支援隊直接支援中隊に改編。
- 2011年（平成23年）4月21日：第6地対艦ミサイル連隊（宇都宮駐屯地）が廃止。
- 2016年（平成27年）3月：第5地対艦ミサイル連隊に12式地対艦誘導弾が配備される。
- 2019年（平成31年）
  - 3月25日：第4地対艦ミサイル連隊第4射撃中隊（八戸駐屯地）を廃止（西部方面特科隊第5地対艦ミサイル連隊隷下の第301地対艦ミサイル中隊として改組）。
  - 3月26日：

  1. 第301地対艦ミサイル中隊（12式地対艦誘導弾装備）が第5地対艦ミサイル連隊隷下に奄美大島の瀬戸内分屯地で新編。
  2. 西部方面特科隊の後方支援体制変換に伴い、第5地対艦ミサイル連隊の整備支援部隊が西部方面後方支援隊第101特科直接支援隊第2直接支援中隊へ改組。
- 2020年（令和02年）3月26日：第302地対艦ミサイル中隊（12式地対艦誘導弾装備）が第5地対艦ミサイル連隊隷下に宮古島駐屯地で新編。
- 2022年（令和04年）
  - 3月16日：第4地対艦ミサイル連隊第3射撃中隊（八戸駐屯地）を廃止[19]。
  - 3月17日：第303地対艦ミサイル中隊（12式地対艦誘導弾装備）が第5地対艦ミサイル連隊隷下に健軍駐屯地で新編。
- 2023年（令和05年）
  - 3月15日：第4地対艦ミサイル連隊第2射撃中隊（八戸駐屯地）を廃止[15]。
  - 3月16日：

  1. 第303地対艦ミサイル中隊が健軍駐屯地から石垣駐屯地に移駐[20]。
  2. 第304地対艦ミサイル中隊（12式地対艦誘導弾装備）が第5地対艦ミサイル連隊隷下に健軍駐屯地に新編[16]。
  3. 第305地対艦ミサイル中隊（88式地対艦誘導弾装備）が第3地対艦ミサイル連隊隷下に上富良野駐屯地に新編[17]。
- 2024年（令和06年）3月21日：

1. 東北方面特科隊廃止に伴い、第4地対艦ミサイル連隊（八戸駐屯地）を東北方面隊直轄部隊に改編。整備支援部隊が第307特科直接支援中隊に改編。
2. 西部方面特科隊の第2特科団への改組に伴い、第5地対艦ミサイル連隊（健軍駐屯地）を第2特科団に編合[13]。整備支援部隊が第102特科直接支援大隊第2直接支援中隊に改組。
3. 第7地対艦ミサイル連隊が第2特科団隷下に勝連分屯地において新編[8][6]。
  1. 第5地対艦ミサイル連隊第301～第304地対艦ミサイル中隊を基幹として、第1～第4地対艦ミサイル中隊（12式地対艦誘導弾装備）が新編。
  2. 整備支援部隊として西部方面後方支援隊第102特科直接支援大隊第3直接支援中隊が新編。
4. 第306地対艦ミサイル中隊（88式地対艦誘導弾装備）が第1地対艦ミサイル連隊隷下に北千歳野駐屯地に新編。

- 2025年（令和07年）３月24日：

1. 第1地対艦ミサイル連隊第4射撃中隊（北千歳駐屯地）を廃止[21]。
2. 第2地対艦ミサイル連隊第4射撃中隊（美唄駐屯地）を廃止。装備を第8地対艦ミサイル連隊第3地対艦ミサイル中隊に配置換え。
3. 第3地対艦ミサイル連隊第4射撃中隊（上富良野駐屯地）を廃止。
4. 第4地対艦ミサイル連隊第2地対艦ミサイル中隊・第3地対艦ミサイル中隊を八戸駐屯地に新編[22]。
5. 第8地対艦ミサイル連隊が第2特科団隷下に湯布院駐屯地において新編[14][13]。整備支援部隊として西部方面後方支援隊第102特科直接支援大隊第4直接支援中隊が新編。